# Ally Sentnor
Allyson „Ally“ Marie Sentnor (* 18. Februar 2004 in Hanson, Massachusetts) ist eine US-amerikanische Fußballspielerin und seit 2024 A-Nationalspielerin.

## Karriere

### Vereine
Sentnor gehörte im Alter von 13 Jahren der Thayer Academy an, einer privaten koedukativen, auf das College vorbereitende und etwa 20 Kilometer südlich von Boston gelegene Tagesschule in Braintree. Nach ihrem Abschluss an der Bildungseinrichtung schloss sie sich der South Shore Select Academy an und nahm South Shore Select im Jahr 2020 teil, ein Entwicklungs- und Förderprogramm, dass sich im Miteinander im Fußballsport definiert.
Im Alter von 17 Jahren begab sich Sentnor an die University of North Carolina at Chapel Hill. Ihre Premieren-Spielzeit als Freshman für die Tar Heels, dem Sport-Team der Bildungseinrichtung, fand durch eine erlittene Verletzung in einem Freundschaftsspiel ein jähes Ende, sodass sie in dieser nicht zum Einsatz kam. Erst in der Spielzeit 2022 kam sie vom 21. August bis zum 5. Dezember als Red-Shirt-Freshman in 25 Meisterschaftsspielen der Atlantic Coast Conference innerhalb der NCAA Division I zum Einsatz, in denen ihr zehn Tore gelangen. Ihr erstes erzielte sie in ihrem ersten Spiel beim 2:0-Sieg bei den Seahawks, dem Sport-Team der University of North Carolina at Wilmington mit dem 1:0-Führungstreffer in der 34. Minute. Am Ende der Spielzeit 2023 als Red-Shirt-Sophomore, die sie mit elf Toren in 23 Meisterschaftsspielen abschloss (insgesamt 48 Meisterschaftsspiele und 21 Tore), verließ sie Chapel Hill und schrieb sich für den NWSL-Draft ein. Am 12. Januar 2024 wurde sie in diesem an erster Stelle ausgewählt – vom Utah Royals FC, der sie „als eines der besten Offensivtalente der Nation“ bezeichnet hatte. Sie kam mit Spielzeitbeginn am 17. März 2024, bei der 0:2-Niederlage im Heimspiel gegen die Chicago Red Stars, an 21 Spieltagen, davon 17 in Folge, zu Punktspielen und erzielte drei Tore.

### Nationalmannschaft
Im Spieljahr 2019 gehörte sie im Alter von 15 Jahren bereits dem Kader der U17-Nationalmannschaft an. Sie bestritt am 11., 14. und 17. September drei in Freundschaft ausgetragene Länderspiele (2:1 vs. Schweden, 3:4 vs. Spanien, 4:3 i. E. vs. Deutschland).
Noch während ihrer Studienzeit kam sie im Jahr 2022 in der U20-Nationalmannschaft zum Einsatz, die am Sud-Ladies-Cup in Toulon teilnahm. Ihre Premiere in dieser Altersklasse hatte sie am 26. Juni in Aubagne beim 3:0-Sieg über die U20-Nationalmannschaft Mexikos. Auch beim 5:4-Sieg über die U20-Nationalmannschaft der Niederlande zwei Tage später an selber Spielstätte wurde sie eingesetzt. Zwei Monate später gehörte sie dem Kader für die altersbezogene Weltmeisterschaft in Costa Rica an und wurde in allen drei Spielen der Gruppe D eingesetzt; mit dem dritten Platz war das Turnier bereits beendet. Im ersten Gruppenspiel am 11. August in Alajuela sorgte sie beim 3:0-Sieg über die U20-Nationalmannschaft Ghanas bereits in der 51. Minute für das Schlussergebnis.
Im Jahr darauf nahm sie mit der Mannschaft an der altersbezogenen CONCACAF-Meisterschaft teil. Sie bestritt nach ihren drei Gruppenspielen (6:0 vs. Panama am 27. Mai; 2 Tore, 4:0 vs. Jamaika am 29. Mai, 5:2 vs. Kanada am 31. Mai; 2 Tore) auch das Halbfinale (2:1 vs. Costa Rica am 3. Juni) und das Finale (1:2 vs. Mexiko am 4. Juni).
Bei der Weltmeisterschaft 2024 wurde sie in allen drei Spielen der Gruppe C und in vier Spielen der Finalrunde eingesetzt. Für die Mannschaft gelangen ihr drei Tore, darunter der 1:0-Führungstreffer beim 2:1-Sieg n. V. über die U20-Nationalmannschaft der Niederlande im Spiel um Platz 3. Zuvor wurde sie am 25. und 28. Februar 2024 im zweimaligen Kräftemessen mit der U20-Nationalmannschaft Kolumbiens (jeweils 1:0; im zweiten Siegtorschützin) berücksichtigt.
Ihr Debüt für die A-Nationalmannschaft erfolgte am 30. November 2024 im torlosen Freundschaftsspiel gegen die Nationalmannschaft Englands mit Einwechslung für Lindsey Horan in der 87. Minute. Auch in ihrem zweiten A-Länderspiel, beim 2:1-Sieg über die Nationalmannschaft der Niederlande am 3. Dezember in Den Haag, wurde sie eingewechselt – in der 85. Minute für Yazmeen Ryan. Danach gehörte sie zur Mannschaft, die am Turnier um den SheBelieves Cup 2025 teilnahm. Sie wurde in allen drei Spielen eingesetzt und erzielte im ersten, am 20. Februar beim 2:0-Sieg über die Nationalmannschaft Kolumbiens in Houston mit dem Treffer zum Endstand in der 60. Minute, ihr erstes A-Länderspieltor. Mit der 1:2-Niederlage im letzten Spiel gegen die Nationalmannschaft Japans (Torschützin zum 1:1) am 26. Februar in San Diego wurde der Turniersieg verpasst. Das zweimalige Kräftemessen mit der Nationalmannschaft Brasiliens am 5. und 8. April 2025 in Inglewood und in San José endete 2:0 und 1:2.

## Erfolge
- Zweiter SheBelieves Cup 2025
- Dritter U20-Weltmeisterschaft 2024
- CONCACAF U-20-Meisterschaft der Frauen-Finalist 2023
- Sud-Ladies-Cup-Sieger 2022